# تپه گورقبری
تپه گورقبری مربوط به دوره ساسانیان - صدر اسلام است و در شهرستان بیله‌سوار، بخش مرکزی، دهستان گوگ تپه، ۶۰۰ متری غرب روستای اودلو واقع شده و این اثر در تاریخ ۱۲ شهریور ۱۳۸۶ با شمارهٔ ثبت ۱۹۴۴۰ به‌عنوان یکی از آثار ملی ایران به ثبت رسیده است.